# Salig du och högt benådad
Salig du och högt benådad är en psalm för Jungfru Marie bebådelsedag av Olov Hartman, skriven år 1964. Den anspelar på Lukasevangeliet 1:42-55 där Elisabet träffar Maria och prisar henne för att hon trodde ängelns ord och sedan Maria lovprisar Herren.
Melodin är komponerad av Torsten Sörenson samma år. Psalmer och Sånger 1987 använder en melodin komponerad 1977 av Torgny Erséus. Den Finlandssvenska psalmboken 1986 har en annan melodi (F-dur, 4/4) av Kaj-Erik Gustafsson, komponerad 1982.

## Publicerad som
- Herren Lever 1977 som nr 860 under rubriken "Marie bebådelsedag".
- Den svenska psalmboken (1986) som nr 482 under rubriken "Jungfru Marie bebådelsedag".
- Finlandssvenska psalmboken 1986 som nr 56 under rubriken "Marie bebådelsedag" med en melodi av Kaj-Erik Gustafsson (1982).
- Psalmer och Sånger 1987 som nr 532 under rubriken "Kyrkoåret - Jungfru Marie bebådelsedag".[1]